# 4126 Mashu
4126 Mashu eller 1988 BU är en asteroid i huvudbältet som upptäcktes den 19 januari 1988 av de båda japanska astronomerna Kazuro Watanabe och Kin Endate vid Kitami-observatoriet. Den är uppkallad efter Mashūsjön i Japan.
Den tillhör asteroidgruppen Themis.